# گرگوری هلمز
گرگوری هلمز (انگلیسی: Gregory Helms؛ زادهٔ ۱۲ ژوئیهٔ ۱۹۷۴) کشتی‌گیر کشتی حرفه‌ای، و بلاگر (وبلاگ‌نویس) اهل ایالات متحده آمریکا است.